# تالا (إيطاليا)
تالا (بالإيطالية: Talla)‏ هي  مدينة وكومونا في مقاطعة أرتسة، توسكانة (إيطاليا).